# Planul Manstein

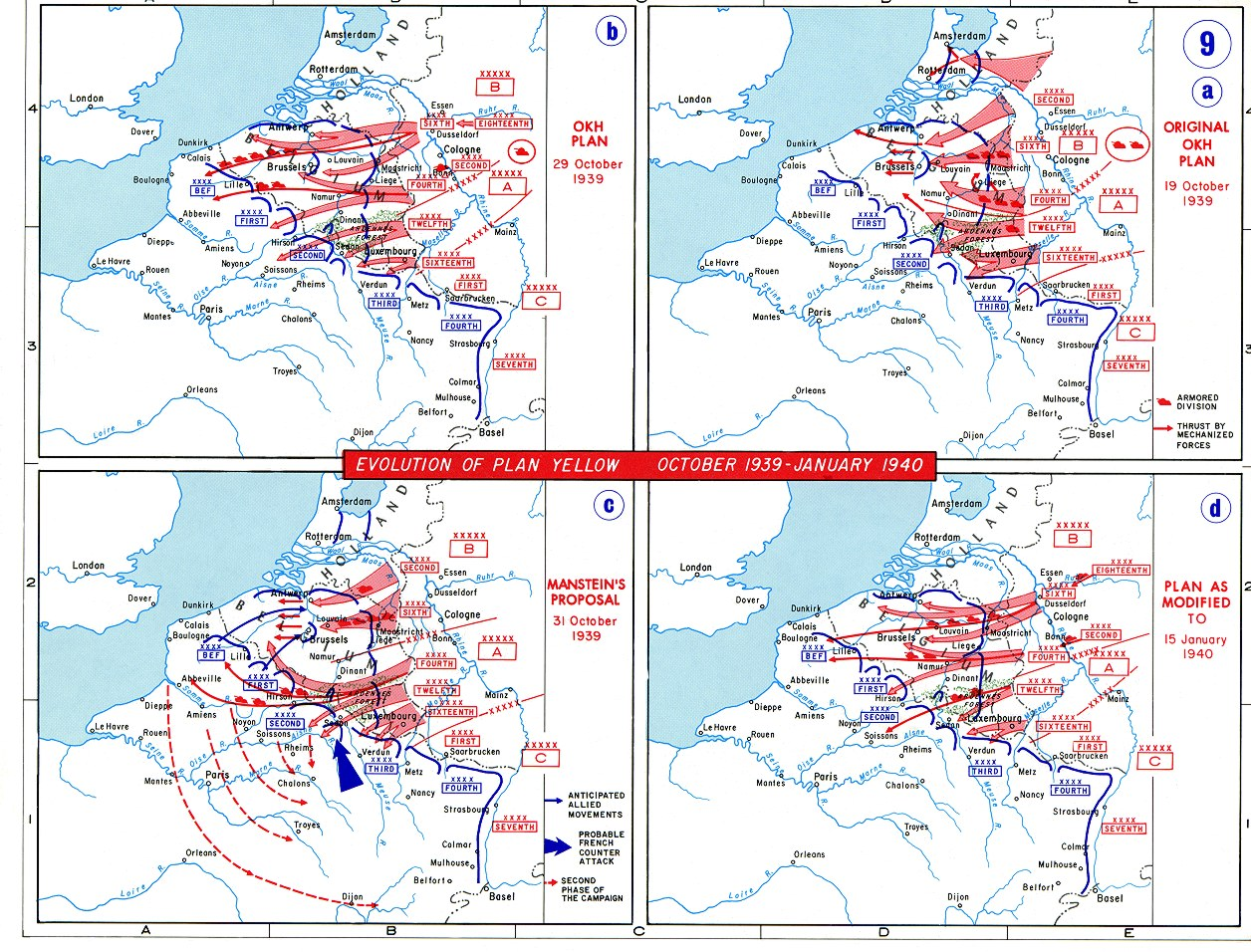
Planurile inițiale ale Fall Gelb. În stânga jos este Planul Manstein original, așa cum a fost prezentat OKH pentru prima oară. Notați atacurile de mică amploare din sud care trebuiau declanșate simultat cu principala ofensivă și numărul redus de divizii care urmau să ia parte la atacul spre Canalul Mânecii.

Planul Manstein a fost principalul plan operațional de luptă al Forțelor terestre germane în timpul Bătaliei Franței din 1940.

## Contextul general
Planul a fost conceput de  Generalleutnant Erich von Manstein, fiind o vesiune modificată a planului original al lui Franz Halder, care avea să devină cunoscut ca Fall Gelb. Se poate considera că Planul Manstein a fost răspunsul forțelor terestre germane la Planul Dyle conceput de francezi. Planul german, Aufmarschanweisung N°1, Fall Gelb, prevedea la început ca armata germană să atace forțele aliate prin Belgia centrală spre râul Somme din nordul Franței, într-o acțiune asemănătoare cu prima fază a faimosului Plan Schlieffen din timpul primei conflagrații mondiale. Pe 10 ianuarie 1940 a avut loc Incidentul Mechelen: un avion german, care transporta documente importante, printre care și părți ale planurilor operaționale ale 'Fall Gelb, s-a prăbușit în Belgia. Acest accident a impus revizuirea planurilor inițiale de atac Dacă Halder  a revizuit Fall Gelb fără să facă schimbări major, producând versiunea  Aufmarschanweisung N°3, Fall Gelb, von Manstein a reușit să îl convingă pe Adolf Hitler în timpul unei întâlniri restrânse de pe 17 februarie ca Wehrmachtul să atace prin pădurile din Ardeni, după care să continue operațiunea spre zona coastei franceze a Canalului Mânecii.

## Detalii
Von Manstein, șeful de Stat Major al  Grupului de Armate A, și-a formulat planul orignial în octombrie 1939 la Koblenz la cererea comandantului său, generalul Gerd von Rundstedt, care respinsese planul lui Halder. Gerd von Rundstedt considerase că planul lui Halder nu asigura câștigarea unei victorii decisive împotriva Franței. La început, planul lui von Manstein era mai degrabă unul tradițional, o mișcare de pendul care pornea de la Sedan și se continua spre nord, având obiectivul distrugerii forțelor aliate printr-o mișcare clasică de încercuire –  Kesselschlacht. În timpul discuțiilor pe care le-a purtat cu generalul-locotenent Heinz Guderian, comandantul corpurilor blindate de elită germane, cel din urmă i-a propus o strategie care asigura evitarea grosului armatelor aliate și punea accentul pe o înaintare rapidă a diviziilor blindate spre Canalul Mânecii. O asemenea acțiune ar fi produs prăbușirea frontului inamic prin viteza și surpriza atacului și prin tăierea călor de aprovizionare ale celor mai bune unități aliate. Guderian a fost cel care a introdus în plan primele elemente reale de „Blitzkrieg”. La început, von Manstein a avut numeroase obiecțiuni la propunerea lui Guderian, temându-se de problemele pe care le ridică un flanc descoperit de asemenea întindere deschis de înaintarea rapidă a tacurilor. Guderian l-a convins în cele din urmă că pericolul unui contraatac francez dinspre sud putea fi anihilat printr-un atac secundar simultan în sudul frontului, pe direcția Reims. În aceste planuri, Guderian punea în aplicare o parte a principiilor generalului britanic J.F.C. Fuller, unul dintre primii teoreticieni ai războiului de blindate. 
Când și-a prezentat planul pentru prima oara OKH, von Manstein nu a menționat contribuția lui Guderian și a pus accentul pe mișcarea clasică de învăluire spre nord, atacul blindatelor fiind limitat la acțiunea a câtorva divizii de tancuri, care protejau flancul stâng al „loviturii de seceră”, acționând întrucâtva în stilul acțiunilor strategice clasice de recunoaștere ale cavaleriei. Aceste modificări și  nemenționarea lui Guderian nu reflectau o modificare a concepției sale generale, ci ele au fost făcute pentru ca să fie acceptate, în ciuda caracterului radical și original,  de către generalii conservatori, care ar fi respins cu atât mai mult planul cu cât îl considerau pe Guderian prea radical în abordări. În ciuda tuturor precauțiilor, planul a fost respins categoric de către Halder și Walther von Brauchitsch. Refolmularea planului nu a fost de nici un folos și, la sfârștiul lunii ianuarie, Halder l-a îndepărtat pe von Manstein promovându-l comandant al Corpului de Armată XXXVIII. Von Manstein și Halder erau vechi rivali. În 1938, von Manstein a fost numit succesor al șefului statului major Ludwig Beck, dar a fost demis după ce Beck a căzut în dizgrația lui Hitler în timpul crizei Blomberg-Fritsch. În cele din urmă, pe 1 septembrie 1938, Halder l-a înlocuit pe Beck, nu von Manstein. 
Doi dintre ofițerii de sub comanda lui von Manstein, locotent-colonelul Günther Blumentritt și maiorul Henning von Tresckow, au fost revoltați de purtarea lui Halder. În ianuarie, ei au luat legătura cu aghiotantul personal al lui Hitler, locotenent-colonelul Rudolf Schmundt (o veche cunoștința a lui von Tresckow), în timpul vizitei acestuia din urmă la Koblenz. Von Tresckow l-a informat la rândul lui pe Hitler asupra chestiunii pe 2 februarie. Hitler, care fusese nemulțumit încă de la început de planurile lui Halder, a ordonat o schimbare a strategiei atacului în conformitate cu ideile lui von Manstein, chiar dacă la început nu cunoscuse toate detaliile. Hitler l-a invitat pe von Manstein la Reichskanzleid in Berlin ca să-și explice planul pe 17 februarie, la un dejun de lucru în prezența lui Alfred Jodl și Erwin Rommel. În ciuda faptului că von Manstein i-a devenit imediat antipatic lui Hitler datorită aroganței generalului, dictorul i-a ascultat argumentele fără să scoată un cuvânt și a sfârșit prin a fi impresionat de logica militară a primului. După ce von Mansterina plecat, Hitler a remarcat „În mod clar un individ excepțional de deștept, cu mari înzestrări operațioane, dar eu nu am încredere în el”. 
Halder a fost obligat acum să facă o versiune actualizată a planului de atac,Aufmarschanweisung N°4, Fall Gelb. Von Manstein nu a mai fost implicat în procesul de planificare și s-a întors la comanda corpului de armată. Noua versiune a planului ținea seama de propunerea lui von Manstein, care făcea ca Grupul de Armate A să asigure efortul principal de invazie prin atacul prin Ardeni în sudul Belgiei. După traversarea râului Meuse între Namur și Sedan, Grupul de Armate A urma să își schimbe direcția de atac spre nord-vest spre Amiens, în vreme ce  Grupul de Armate B trebuia să execute un atac de diversiune spre nord, pentru ca să atragă armatele aliate în capcană. În multe privințe, planul a fost modificat amplu de Halder. Noua versiune nu presupunea un atac simultan în sud. De asemenea, o bună parte din elementele Blitzkrieg au fost eliminate. Forțarea cursurilor de apă urmau să fie făcute exclusiv de trupele de infanterie și au fost prelungite fazele de consolidare ale atacului, în timpul cărora numeroase divizii de infanterie erau concentrate în regiunea capetelor de pod. Diviziile de blindate trebuiau să înainteze în mase compacte cu diviziile de infanterie. Această abordare elimina practic penetrările strategice în adâncimea dispozitivului inamic prevăzute de planul inițial. 

## Execuția
În practică, Guderian, Rommel și ceilalți generali de tancuri aveau să ignore pur și simplu ordinele, înaintând în forță spre Canalul Mânecii și mai departe, spre porturile franceze Calais și Dunkerque, cu toată viteza de care erau capabile blindatele, fără să aștepte sprijinul infanteriei. Înaintarea impetuoasă a panzerelor a fost stopată temporar de ordinele lui Hilter de pe 17, 22 și 24 mai. Efectele Planului Manstein au fost devastatoare pentru armatele aliaților, acestea din urmă fiind încercuite de cele două grupuri de armate germane. Pentru salvarea a ceea ce mai putea fi salvat, aliații au fost nevoiți să organizeze disperata operațiune „Dynamo” de evacuare de la Dunkerque. Pierderile uriașe din nord și lipsa rezervelor mobile care a rezultat au condus în cele din urmă la înfrângerea restului forțelor franceze și la o victorie germană copleșitoare. 

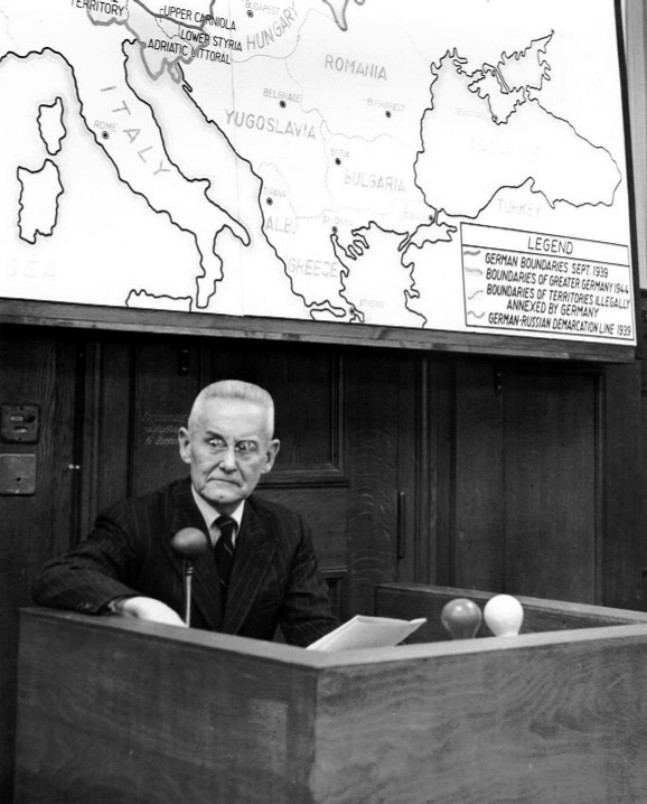
Halder într-o fotografie imediat după război

Această victorie categorică s-a dovedit o surpriză pentru toată lumea, inclusiv pentru germani, care nici nu se gândiseră la o înfrângere a aliaților de asemenea proporții. Cei mai mulți generali s-au opus în mod vehement planului, pe care îl considerau prea riscant. Chiar și cei care îl sprijineau o făceau din convingerea că Germania nu are ce să piardă, fiind într-o poziție geostrategică fără scăpare. Contele Ciano avea să afirme mai târziu că „victoria are o sută de tați, dar înfrângerea este un orfan”, iar Fall Gelb nu ducea lipsă de „părinți”. Hitler și Halder aveau să se erijeze printre cei care își arogau paternitatea planului. Datorită faptului că Hitler nu a fost de acord cu planul inițial al lui Halder, el a sugerat mai multe alternative, unele dintre ele având unele trăsături comune cu cele ale Planului Manstein. Cea mai apropiată de acesta a fost făcută de Hitler pe 25 octombrie 1939.
În scurtă vreme, propaganda nazistă a început să pretindă că victoria a fost rezultatul geniului militar al lui Hitler. Hitler l-a lăudat pe von Manstein spunând: „Dintre toți generalii cu care am vorbit despre planul de atac din vest, Manstein a fost singurul care m-a înțeles!” Halder a pretins după război că a fost principalul autor al planului, bazându-se pe faptul că faptul real că el luase în considerare schimbarea direcției principale de atac spre Sedan încă din septembrie 1939, mai înainte ca von Manstein să propună același lucru. În plus, el a mai apreciat că propunerea inițială a lui Manstein era prea „tradițională”. 
Planul Manstein este considerat rezultatul ori cauza revoluției doctrinelor militare ale secolului al XX-lea. În primul caz, teoreticienii militari britanici J. F. C. Fuller și Basil Liddell Hart își exprimau imediat după evenimente opinia conform căreia Palnul Manstein este o urmare firească a schimbărilor introduse în doctrina militară germană a deceniilor al treilea și al patrulea de către Heinz Guderian și Hans von Seeckt, care puneau în practică ideile lor. Cei doi considerau că Doctrina Blitzkrieg fusese complet formulată încă din 1939. Invadarea Poloniei în 1939 a fost prima punere în aplicație a Războiului Fulger, iar Planul Manstein cea mai spectaculoasă implementare a sa. Doctrina ar fi fost reflectată în organizarea și echiparea forțelor terestre și aeriene germane și se deosebea în mod fundamental de doctrinele perimate britanică, franceză și sovietică. Pentru aliați, existau doar contribuții ale câtorva vizionari precum Charles de Gaulle, Mihail Tuhacevski și, evident, Fuller și Liddell Hart. Faptul că planurile inițiale ale lui Halder și von Manstein, precum și versiunea finală a lui Halder nu se conformau acestei doctrine părea anormal, dar explicabil datorită unor circumstanțe speciale. 
Pe de altă parte, Robert Allan Doughty și Karl-Heinz Frieser sunt promotorii ideii conform căreia Planul Manstein este de fapt o reîntoarcere la principiile clasice ale războiului mobil (Bewegungskrieg) din secolul al XIX-lea, dar adaptat complet la potențialul tehnologiei moderne prin alinierea cu doctrina modernă ‘‘Blitzkrieg’’  al cărei autor și practician strălucit s-a dovedit Guderian. Cei doi consideră că influențele lui Fuller și Liddell Hart în Germania au fost limitate și că în perioada interbelică nu există nicio dovadă clară a formulării oficiale a unei „doctrine Blitzkrieg”. În sprijinul ideilor lor, cei doi aduc argumentul faptului că în Germania, producția de tancuri nu a fost prioritară, iar planurile germane pentru funcționarea economiei pe timp de război luau în considerație premizele unui război de uzură, nu ale unui război-fulger, încheiat cu o victorie zdrobitoare. Această abordare explică introducerea treptată în dotarea armatei în deceniul al patrulea a unor dotări tehnice avansate, practic o modernizare a doctrinei  Bewegungskrieg, folosită de altfel, cu unele nuanțe specifice, de toate puterile militare importante de atunci. Invadarea Poloniei nu poate fi cu adevărat o campanie ‘‘Blitzkrieg’’ , ci o campanie clasică de anihilare. Lipsa elementelor ‘‘Blitzkrieg’’ în planurile oficiale pentru Fall Gelb este considerată de cei doi autori un rezultat normal și logic al situației existente. Doar succesul zdrobitor al acțiunilor lui Guderian din timpul execuției Planului Manstein va face ca ‘‘Blitzkrieg’’ să fie adoptat ca doctrină oficială a Germaniei. Din acest punct de vedere, Operațiunea Barbarossa este prima campanie concepută în totalitate pe principiile ‘‘Blitzkrieg’’.
Guderian, al cărui rol a fost considerat hotărâtor în ambele ipoteze, a prezentat situația în cartea sa scrisă după război Erinnerungen eines Soldaten (Memoriile unui soldat) (tradusă însă ca Panzer Leader (Comandantul de tanc)) mai aproape de cea punctul de vedere al lui Robert Allan Doughty și Karl-Heinz Frieser. Guderian a afirmat în cartea sa că a trebuit să lupte de unul singur pentru ideile sale cu majoritatea ofițerilor germani, refractari la abordările revoluționare.

## Numele oficial
În literatura de specialitate, Planul Manstein este denumit în mod obișnuit Operațiunea Sichelschnitt, iar acest fapt duce la ideea greșită că acesta a fost numele oficial al întregului plan sau cel puțin al atacului Grupului de Armate A. Numele oficial a fost însă Aufmarschanweisung N°4, Fall Gelb și a fost emis pe 24 februrie 1940. Partea planului care prevedea operațiunea de traversare a Ardenilor nu a avut un nume oficial. Sichelschnitt nu este decât traducerea în germană a expresiei „mișcare de secerare” folosite de Winston Churchill. După război, această expresie avea să fie adoptată în lucrările scrise de autorii militari germani. 